# Mezzanego
Mezzanego là một đô thị ở tỉnh Genova thuộc vùng Liguria, nằm ở vị trí cách khoảng 35 km về phía đông của Genova. Tại thời điểm ngày 31 tháng 12 năm 2004, đô thị này có dân số 1.411 người và diện tích là 28.8 km².
Đô thị Mezzanego có các frazioni (đơn vị cấp dưới, chủ yếu là thôn làng) Borgonovo Ligure, Campovecchio, Case Zatta, Corerallo, Isola di Borgonovo, Mezzanego alto, Passo del Bocco, Pontegiacomo, Porciletto, Prati, San Siro Foce, Semovigo, và Vignolo.
Mezzanego giáp các đô thị sau: Borzonasca, Carasco, Ne, San Colombano Certénoli, Tornolo.